# Pelargonium crassicaule
Pelargonium crassicaule är en näveväxtart som beskrevs av L'hér.. Pelargonium crassicaule ingår i släktet pelargoner, och familjen näveväxter. Inga underarter finns listade i Catalogue of Life.